# Maximilien de Hénin-Liétard

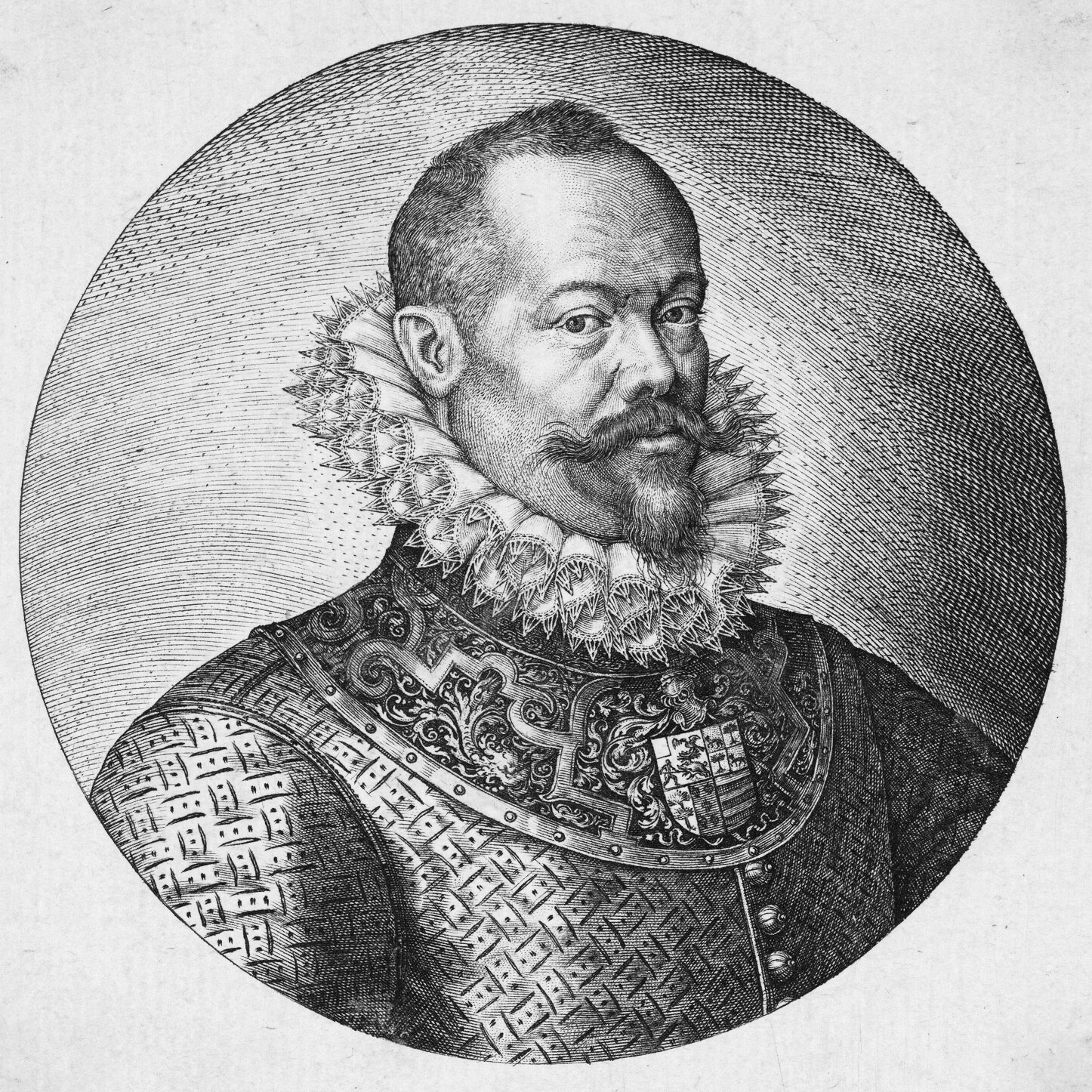
Maximilien de Hénin-Liétard, Graf von Boussu. Kupferstich von Johannes Wierix, 1592

Maximilien de Hénin-Liétard, Graf von Boussu und Herr von Beuvry (* 1542; † 21. Dezember 1578 in Antwerpen), war ein niederländischer Adeliger. In den Spanischen Niederlanden war er von 1567 bis 1573 Statthalter von Holland, Seeland und Utrecht. Nach seiner Gefangennahme durch die aufständischen Geusen wechselte er auf die Seite der Generalstaaten, die ihn 1577 zum Statthalter in Geldern ernannten.

## Leben
Maximilien war ein Sohn von Jean V. de Hénin aus einem hennegauischen Adelsgeschlecht aus dem Haus Hénin. Seine Mutter war Anne von Burgund, Tochter des Admirals der Niederlande und kaiserlichen Rats Adolf von Burgund, der wiederum ein Abkömmling aus einer unehelichen Verbindung des Herzogs Philipp III. von Burgund war.
Nach dem Tod seines Onkels Maximilian von Burgund im Jahr 1558 erbte er dessen Besitztümer, musste sie jedoch wegen Schulden verkaufen. Da seine drei älteren Brüder früh verstorben waren, wurde Maximilien beim Tod des Vaters 1562 neuer Graf von Boussu.
Maximilien de Hénin-Liétard wurde am 17. Juni 1567 vom spanischen König Philipp II. als Statthalter von Holland, Seeland und Utrecht eingesetzt. Er übernahm damit das Amt von Wilhelm I. von Oranien-Nassau, der bei der Ankunft von Fernando Álvarez de Toledo, Herzog von Alba seine Entlassung beantragt hatte. Ein Jahr zuvor hatte mit dem calvinistischen Bildersturm die erste Phase des niederländischen Aufstands begonnen. Mit der ersten Offensive Wilhelms von Oranien brach im April 1568 der Achtzigjährige Krieg aus. 1572 eroberten die Geusen die Stadt Briel, eine Rückeroberung scheiterte. Rotterdam konnte er erobern, aber nur durch einen Wortbruch, dabei soll er persönlich einen Schmied erdolcht haben, der die Kapitulationsurkunde hochhielt.
Er wurde am 11. Oktober 1573 bei der Schlacht auf der Zuiderzee von den Geusen geschlagen und gefangen genommen. Bis zur Genter Pazifikation 1576 blieb er in Gefangenschaft und trat danach in Diensten von Wilhelm I. von Oranien-Nassau.
Im September 1577 wurde er durch die Generalstaaten zum Statthalter von Gelderland ernannt. Nach seinem Tod 1578 wurde er in der Grabkapelle der Familie in Boussu im Hennegau beigesetzt.

## Familie
Er heiratete um 1568 die Witwe seines Bruders Charles († 1566), Charlotte de Werchin (1542–1571), Tochter von Pierre de Werchin und Helena de Vergy. Sie hatten einen Sohn:
- Pierre († 1598)

⚭ 1584 mit Marguerite de Croÿ-Arschot (1568–1614), Tochter von Philippe III. de Croÿ